# Svirsk
Svirsk (en ruso: Свирск) es una ciudad del óblast de Irkutsk, en el raión de Cheremjovo. Está situada en la orilla izquierda del embalse de Bratsk, en el Angará, a 150 km al noroeste de Irkutsk. Su población alcanzaba los 14.292 habitantes en 2009.

## Historia
Desde la primera mitad del siglo XIX, se encontraba en el emplazamiento de la ciudad actual el pueblo de Svírskaya.
En la década de 1930, entraron en funcionamiento una fábrica de acumuladores y un puerto sobre el río Angará para transbordar la madera y el carbón de la zona de Cheremjovo. La localidad recibió el estatus de asentamiento de tipo urbano.
Durante la Segunda Guerra Mundial, se transfirió una fábrica de acumuladores desde Leningrado. La localidad se desarrolló, consiguiendo el estatus de ciudad el 16 de noviembre de 1949 y su nombre actual.

## Demografía
| 1959   | 1970   | 1979   | 1989   | 1996   | 2002   | 2008   |
| ------ | ------ | ------ | ------ | ------ | ------ | ------ |
| 21 200 | 20 500 | 21 800 | 19 200 | 19 800 | 15 500 | 14 383 |

## Economía
La principal empresa de la ciudad es la fábrica de acumuladores para automóviles OAO Vostsibelement (ОАО Востсибэлемент).